# نماد کیمیاگری

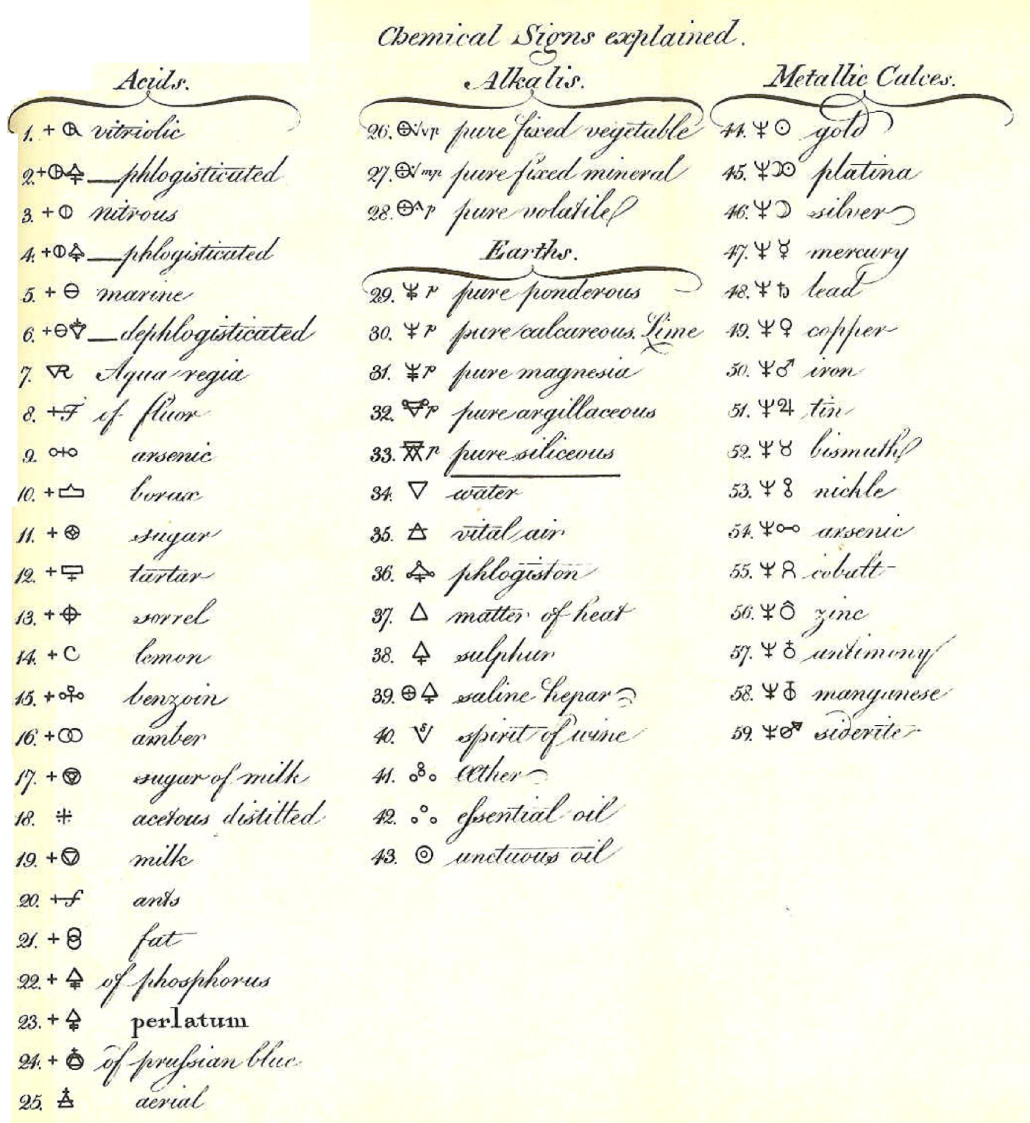
نمادهای کیمیایی در رساله توربرن برگمان در سال ۱۷۷۵ در زمینه وابستگی‌های انتخابی

نمادهای کیمیاگری، که در اصل به عنوان بخشی از کیمیاگری ابداع می‌شد، برای نشان دادن برخی عناصر و برخی ترکیبات تا قرن هجدهم مورد استفاده کیمیاگران بود. اگرچه نمادگذاری مانند این بیشتر استاندارد بود، اما سبک و نماد بین کیمیاگران متفاوت بود، بنابراین این صفحه رایج‌ترین آنها را فهرست می‌کند.

## سه ماده اول
طبق اسناد پاراسلسوس (۱۴۹۳–۱۵۴۱)، سه ماده اول یا tria prima - که بلافاصله مواد از آنها تشکیل می‌شود - عبارتند از:
- جیوه (ذهن) ☿
- نمک (ماده پایه یا بدن) 🜔
- گوگرد (روح) 🜍

## چهار عنصر اساسی
کیمیاگری غربی از عناصر هرمتیک استفاده می‌کند. نمادهای مورد استفاده برای این موارد عبارتند از:
- هوا en 🜁
- زمین 🜃
- آتش 🜂
- آب 🜄

## هفت فلز سیاره ای
هفت فلز با هفت سیاره کلاسیک و هفت خدای باستانی مرتبط هستند که همگی به شدت در نمادگرایی کیمیاگری نقش دارند. اگرچه فلزات گاهی یک گلایف خاص از خود دارند، اما بیشتر از نماد این کره خاکی استفاده می‌شود، و حالت نمادین و افسانه ای آنها با طالع بینی غربی سازگار است. نمادگرایی سیاره ای محدود به هفت ستاره سرگردان است که با چشم غیر مسلح قابل مشاهده هستند و از سیارات خارج از زحل اورانوس و نپتون استفاده نمی‌شود.
- سرب تحت سلطه زحل ♄ ()[۱]
- قلع تحت سلطه مشتری ♃ ( )
- آهن تحت سلطه مریخ ♂ ( )
- طلا تحت سلطه سل ☉ ☼ ()
- مس تحت سلطه ونوس ♀ ()
- جیوه (سیماب) تحت سلطه عطارد ☿ ( )
- نقره تحت سلطه ماه ☽ ()

## عناصر دنیوی

دایره مربع: یک نماد کیمیاگری (قرن هفدهم) که نشان دهنده تعامل چهار عنصر ماده نماد سنگ فلاسفه است

- آنتیموان ♁
- آرسنیک 🜺
- بیسموت 🜘
- پلاتین
- گوگرد 🜍
- روی

## ترکیبات کیمیایی
- آمونیاک سال (کلرید آمونیوم) 🜹 *
- اکوا فورتیس (اسید نیتریک) 🜅 AF

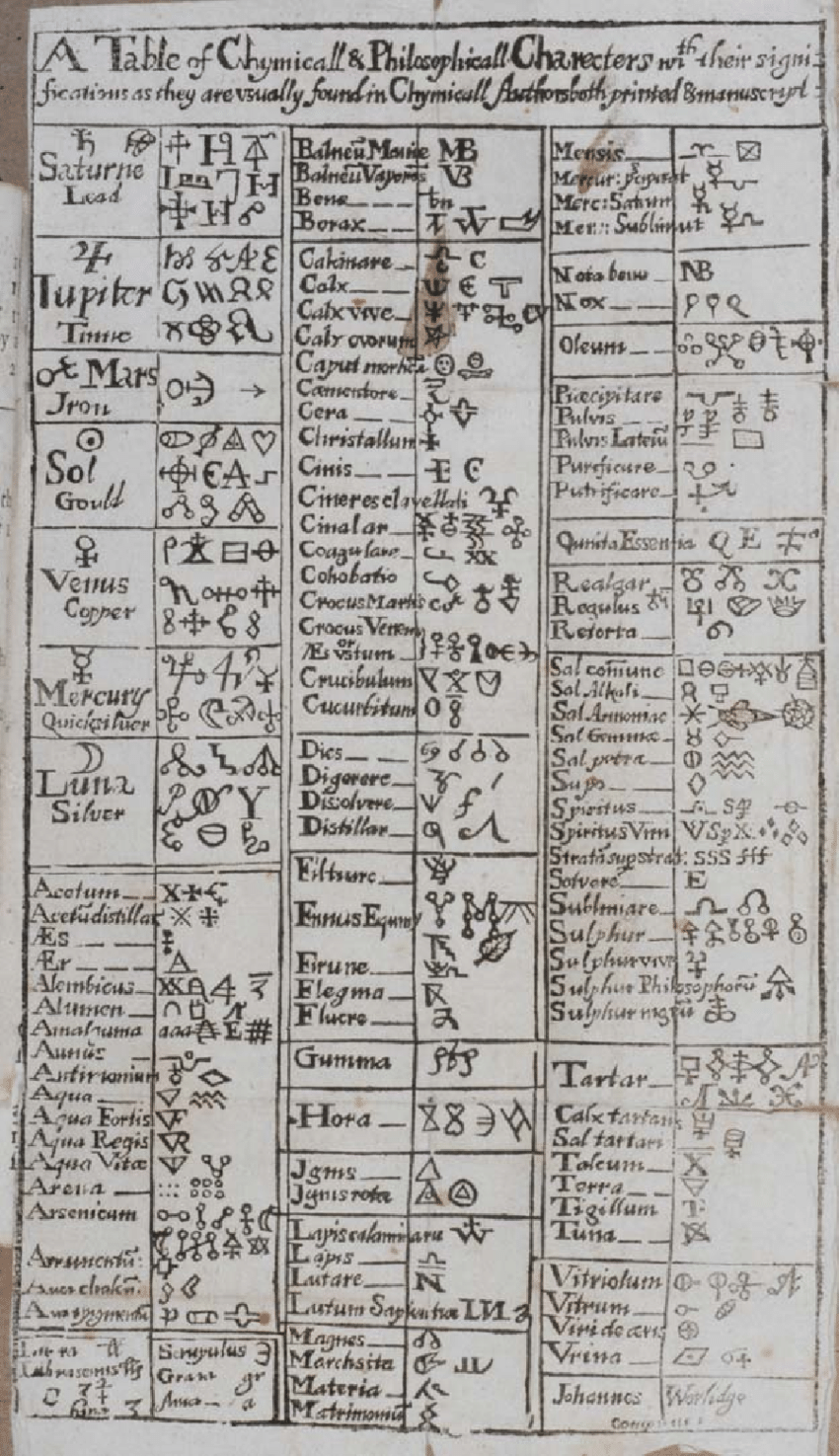
جدول نمادهای کیمیاگری از آخرین وصیت نامه باسیل ولنتاین، ۱۶۷۰

- اکوا رجیا (اسید نیترو هیدروکلریک) 🜆 AR
- روح شراب (اتانول غلیظ؛ همچنین اکوا ویتایی نیز نامیده می‌شود) 🜈 SV
- آمالگام (آلیاژهای فلز و جیوه)
- سینابار (سولفید جیوه)
- ویتریول (سولفات‌ها)

## فرایندهای کیمیاگری

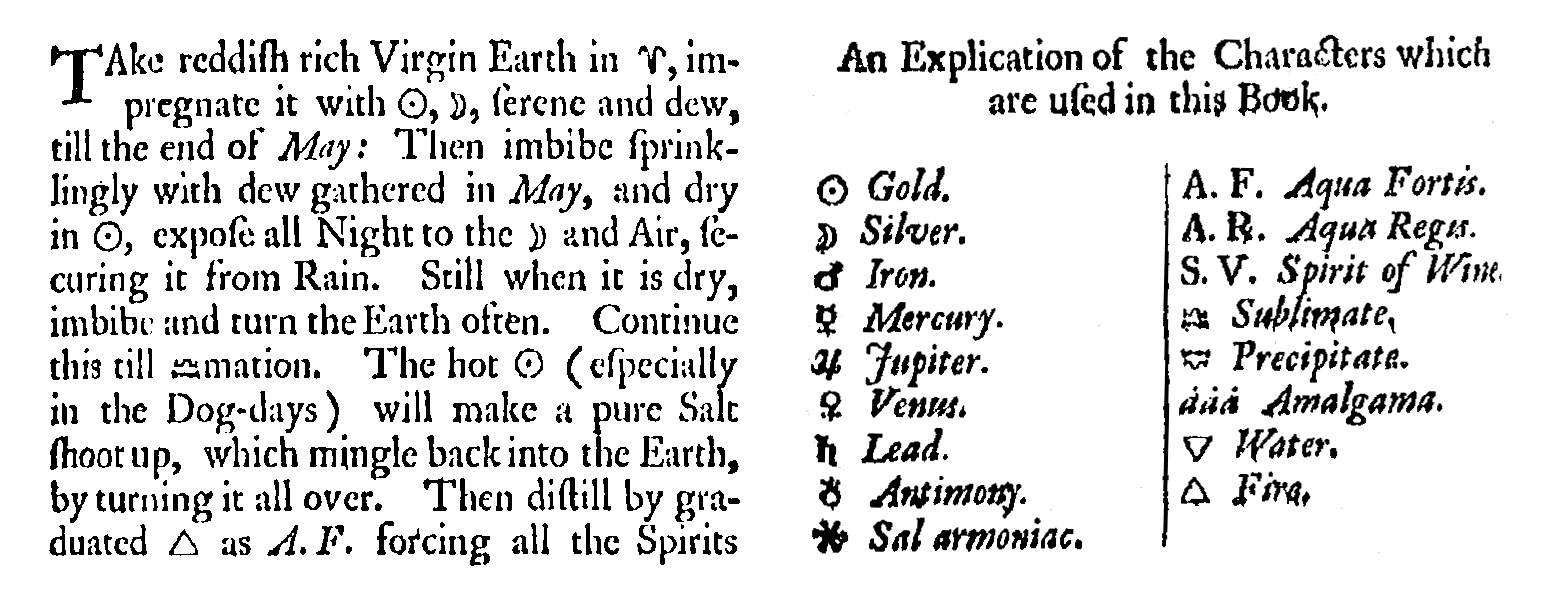
کلید استخراج و نمادها از مجموعه انتخاب‌های اسرار نادر Kenelm Digby، ۱۶۸۲

کیمیاگری گاهی اوقات به صورت یک سری عملیات شیمیایی بیان می‌شد. در مواردی که این تعداد دوازده عدد باشد، می‌توان یکی از علائم زودیاک را به عنوان شکلی از رمزنگاری اختصاص داد. مثال زیر را می‌توان در فرهنگ لغت اسطوره ای - هرمتیک پرنتی در ۱۷۵۸ یافت:
- کلسیناسیون (حمل) ♈︎
- همگرایی (ثور) ♉︎
- تثبیت (جوزا) ♊︎
- حلال‌پوشی (سرطان) ♋︎
- هضم (لئو) ♌︎
- تقطیر (سنبله) ♍︎
- تصعید (میزان) ♎︎
- جداسازی (عقرب) ♏︎
- سیراسیون (قوس) ♐︎
- تخمیر یا (گندیدگی) (برج جدی) ♑︎
- ضرب (دلو) ♒︎
- پروجکشن (حوت) ♓︎

## واحدها
چندین علامت واحد حجم، وزن یا زمان را نشان می‌دهد.
- ساعت 🝮
- درام ʒ، نیمه درام 🝲
- اونس ℥، نیمه اونس 🝳
- اسکروپل ℈
- پوند ℔

## یونیکد
نمادهای بلوک کیمیاگری در سال ۲۰۱۰ به عنوان بخشی از یونیکد ۶٫۰ افزوده شدند.

## نمادهای دیگر
نمادهای دیگری که معمولاً در کیمیاگری و سنت‌های باطنی مرتبط به کار می‌روند
- نمادهای نجومی
  - نمادهای نجومی
  - نمادهای سیاره
  - خورشیدها در کیمیاگری
    - نقطه‌ای درون دایره
- موناس هیروگلیفیکا
- ربع حزب
- مهر سلیمان
- صلیب گلگون
- چشم ایزدی
- خاتم
  - سیگیلوم دی